# Denner
Die Denner AG gehört zu den grössten Unternehmen im Lebensmitteleinzelhandel in der Schweiz. Die Aktiengesellschaft befindet sich seit Anfang 2007 mehrheitlich und seit Ende 2009 vollständig im Besitz des Migros-Genossenschafts-Bunds. 2024 erwirtschaftete Denner einen Nettoumsatz von rund 3,9 Milliarden Schweizer Franken. Die Unternehmung wird durch CEO Torsten Friedrich geführt. Der Hauptsitz des 1860 in Zollikon gegründeten Unternehmens ist in Zürich.
Die erste Vorgänger-Unternehmung des heutigen Denner-Konzerns hiess «Reiff-Schwarz, Mercerie und Spezereihandel» und besass anschliessend hauptsächlich im Gebiet des oberen Zürichsees, des Zürcher Oberlands und im Kanton Glarus Filialen der Kolonialwarenbranche. Im Wandel der Zeit wurde die Unternehmung mehrmals umbenannt, wurde 1935 in eine Aktiengesellschaft umgewandelt und erhielt 1969 unter der Leitung des Juristen und Alleininhabers Karl Schweri (siehe auch Kapitel Ära Schweri) den heutigen Namen Denner AG.
Zu den Konkurrenten gehören insbesondere Aldi Suisse und Lidl Schweiz.

## Unternehmensstruktur

### Sortiment und Standorte

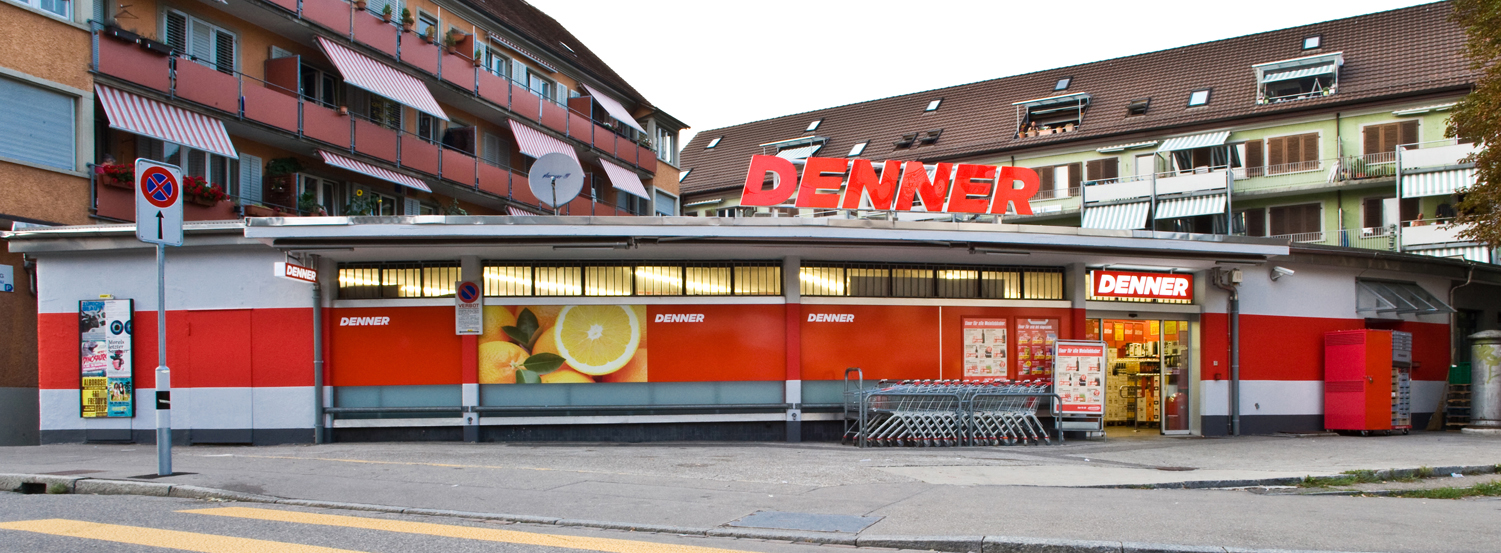
Discounter der Denner AG in Zürich

Denner ist ein Discounter mit einem Sortiment von rund 1900 Artikeln des täglichen Bedarfs. Ungefähr 75 Prozent davon sind Markenartikel, die restlichen Artikel werden unter der Eigenmarke «Denner» angeboten. Ergänzt wird das Sortiment durch zeitlich begrenzt angebotene Aktionswaren. Um die Jahrtausendwende setzte Denner als Erster in der Schweiz auf ESL-Milch. 2016 wurde das Sortiment durch IP-Suisse-Produkte ergänzt.
2019 kamen mit der Rossmann-Eigenmarke enerBiO auch wieder Bio-Lebensmittel ins Sortiment. Im Oktober 2022 hat Denner Milch von Bio Suisse ins Sortiment aufgenommen.

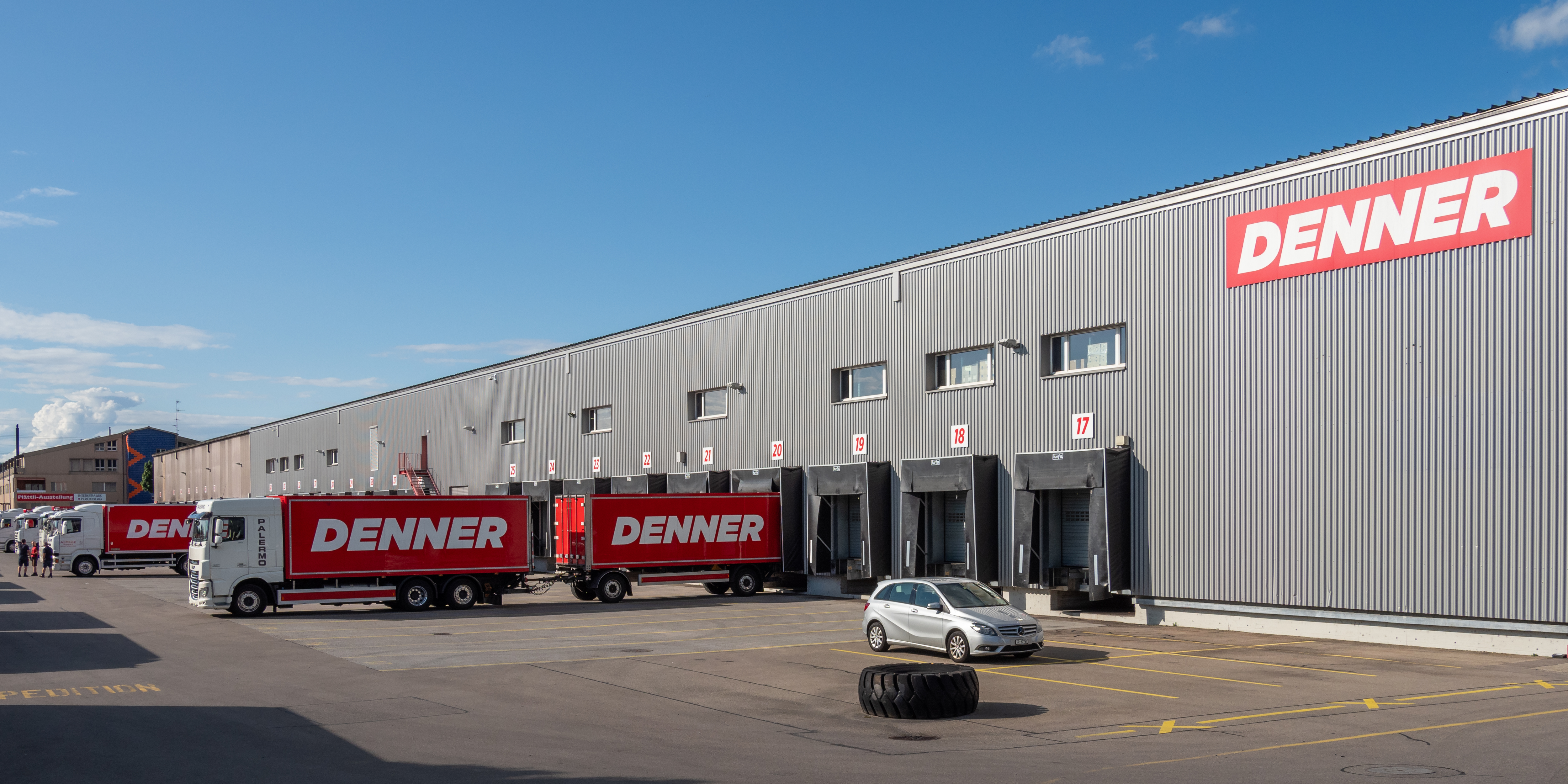
Verteilzentrum in Frauenfeld

Seit 2019 setzt der Discounter verstärkt auf Prebake-Backwaren, welche vor dem Verkauf in den Filialen aufgebacken werden. Mit Parallelimporten versucht Denner tiefe Verkaufspreise in der Schweiz durchzusetzen. Der Anteil von Denner am Schweizer Lebensmitteleinzelhandel beträgt rund 10 Prozent.
Die Unternehmung hat im aargauischen Mägenwil, thurgauischen Frauenfeld, freiburgischen Schmitten, bernischen Lyss und zürcherischen Dietlikon Verteilzentralen. Einzelne Filialen wurden mit einer Postagentur der Schweizerischen Post ausgestattet.
Ende 2016 gehörten zum führenden Schweizer Discounter Denner 510 eigene Discounter-Filialen in allen vier Sprachregionen der Schweiz und im Fürstentum Liechtenstein sowie unabhängige Detaillisten, die vom Unternehmen Denner beliefert werden und unter dem Namen Denner Satellit und «Denner Partner» (279 Filialen) auftreten. 20 Standorte werden zudem im Franchise-Modell als Denner Express respektive Denner Partner betrieben. Ende 2017 verfügte Denner über 811 Verkaufsstellen. Nach Coop ist Denner mit über 300 Weinen im Sortiment der zweitgrösste Weinhändler der Schweiz.
Denner beschäftigte Ende 2018 insgesamt 5075 Mitarbeiter und 105 Lernende. Der Nettoumsatz betrug im Jahr 2016 2,97 Milliarden Schweizer Franken, und 138,3 Millionen Kaufvorgänge wurden registriert. Ende 2018 kam Denner (inkl. Denner Partner) auf 817 Filialen, 2021 auf rund 850 und 2022 auf 860. Im Oktober 2023 wurde die 600. Filiale eröffnet (Denner Partner ausgenommen).

### Unternehmensführung
Verwaltungsrat:

Der Verwaltungsrat der Denner AG besteht derzeit aus fünf Mitgliedern:
- Michel Gruber (Präsident; zudem Leiter Departement Handel beim MGB)
- Christian Biland (Vizepräsident)[28]
- Christine Rittner-Koch (Mitglied)[29]
- Isabelle Zimmermann (Mitglied; zudem Leiterin Departement Finanzen beim MGB)[29]
- Anita Weckherlin (Mitglied; zudem Vorsitzende der Geschäftsleitung der Genossenschaft Migros Basel)[27]

Geschäftsleitung:

Die Geschäftsleitung der Denner AG besteht derzeit aus sieben Mitgliedern:
- Torsten Friedrich (CEO)
- Adrian Bodmer (Finanzen)
- Serge Gafner (Human Resources)
- Stefan Eberhard (Einkauf, ad interim)[31]
- Thomas Rossel (Logistik)[32]
- Christian Staub (Verkauf)
- Daniel Heinzmann (Informatik)

## Geschichte

### Anfänge
Heinrich Reiff-Schwarz aus Greifensee gründete 1860 in Zollikon bei Zürich die Unternehmung «Reiff-Schwarz, Mercerie und Spezereihandel». 1863 wurde Jakob Pfister Teilinhaber. Als 1870 Heinrich Reiff-Schwarz verstarb, stieg seine Witwe Dorothea Reiff-Schwarz ins Geschäft ein, welches hauptsächlich im Gebiet des oberen Zürichsees, des Zürcher Oberlands und im Kanton Glarus Filialen der Kolonialwarenbranche besass. Nach dem Tod von Dorothea Reiff-Schwarz 1881 wurde der Schwiegersohn Julius Cäsar Denner aus Biel Teilhaber.
Im Jahr 1888 wurde das Unternehmen in die «Denner-Reiff & Cie. Consumgesellschaft» in Zürich (Inhaber waren Cäsar Denner und sein Vetter Carl Denner) und in die «Pfister & Co., Consumgesellschaft» an der Flössergasse in Zürich (Inhaber waren Jakob und Barbara Pfister-Maag) aufgetrennt.
Im Jahr 1896 wurde das Unternehmen «Denner-Reiff & Cie. Consumgesellschaft» in die Firma «Cesar Denner & Co. Consumgesellschaft» umbenannt. Nach dem Tod von Cäsar Denner 1914 übernahm sein Sohn Hans Denner die Geschäftsleitung, und die Firma hiess neu «Denner & Co. Consumgesellschaft». Die Konkurrenz der 1925 entstandenen Migros, die Weltwirtschaftskrise Ende der 1920er Jahre und der schlechte Geschäftsgang zwangen Hans Denner im Jahr 1935, das Unternehmen in eine Aktiengesellschaft umzuwandeln. Im gleichen Jahr wurde der Hauptsitz an den heutigen Standort an der Grubenstrasse in Zürich verlegt, und die Firma erhielt den neuen Namen «Consum AG. Denner & Co.».

### Ära Schweri
Am 30. Mai 1944 wurde die Holdinggesellschaft «Aarauer Handelsgesellschaft AG» (AHG) gegründet. Karl Schweri (1917–2001) war Vizepräsident des Verwaltungsrates. Gleichtags wurde die Betriebsgesellschaft «Import- und Grosshandels AG» (IGA) in Sarnen mit Zweigniederlassung in Zürich gegründet. Die beiden Gesellschaften übernahmen am 13. März 1947 die «Consum AG. Denner & Co.», die «Consum Bär-Pfister & Co. AG», die «Domicilium AG» und die «Kaufhausgenossenschaft». Am 22. Juli 1947 wurde Schweri, wegen interner Konflikte mit anderen Grossaktionären, die gleichzeitig Lieferanten der IGA waren und diese zu überhöhten Preisen belieferten, aus den Tätigkeiten der AHG und IGA ausgeschlossen.
Während eines fünfjährigen Machtkampfs erwarb Schweri heimlich Aktien der IGA, wurde schliesslich 1951 Mehrheitsaktionär und setzte seine ehemaligen Partner vor die Tür.
Ab dem 1. Januar 1953 umfasste das Filialnetz der IGA 166 Verkaufsgeschäfte, die einheitlich unter der Bezeichnung «Denner» auftraten, und Schweri wurde neu Vizepräsident des Verwaltungsrates. 1958 wurden 40 Läden der «Sommer AG Bern» gekauft und in die «Denner Lebensmittel AG Bern» integriert.
Der erste Denner Supermarkt wurde 1962 in Zürich-Schwamendingen eröffnet.
Nachdem das System der gebundenen Endverkaufspreise für Lebens- und Genussmittel am 2. Februar 1967 nach langwierigen Auseinandersetzungen zwischen der IGA und der Markenartikelindustrie sowie deren Verband Promarca gefallen war, wurde am 24. Oktober 1967 in Zürich-Altstetten der erste Lebens- und Genussmittel-Discounter der Schweiz eröffnet. Damit wurde zum ersten Mal in der Schweiz das Geschäftsmodell des Discounts praktiziert.
Ein Jahr später wurde zur besseren Versorgung der 23 Discountgeschäfte eine Verteilzentrale in Altstetten in Betrieb genommen. Mit einem Referendum gegen ein neues Tabaksteuergesetz begann ein jahrelanger Kampf gegen das Tabakkartell. Das Gesetz, welches durch das am 7. Februar 1968 zustande gekommene Referendum zur Abstimmung kam, wurde am 19. Mai 1968 bei einer Stimmbeteiligung von 36,9 Prozent mit 48,2 Prozent Ja-Stimmen abgelehnt. Die IGA brachte 1968 zudem das Spirituosenkartell zu Fall. Die IGA wurde 1969 in die «Denner AG» mit Sitz in Zürich umgewandelt, und Schweri wurde Alleininhaber der Aktiengesellschaft. Ein Jahr später wurden die «Denner AG» und die «Denner Lebensmittel AG Bern» im Zuge der Strukturbereinigung zusammengelegt.
Im Herbst 1969 kündigte Denner an, er werde künftig die Flasche Lagerbier zu 50 Rappen verkaufen. Alle Schweizer Brauereien, die dem Bierbrauerverein angehörten, boykottieren in der Folge, Bestellungen für Lagerbier in Flaschen zu 60 cl auszuführen. Denner kaufte bis zu diesem Zeitpunkt die Flasche Lagerbier 60 cl von seinen Lieferanten Hürlimann und Löwenbräu Zürich zu 46 Rappen netto ein. Den Mindestverkaufspreis legte das Schweizer Bierkartell auf 70 Rappen fest. Dem Boykott folgten Prozesse über mehrere Instanzen; jedoch entschied das Bundesgericht am 28. November 1972, der Boykott sei rechtmässig.
Ab Herbst 1980 lieferten Kartellmitglieder wieder Markenbier, nachdem sich Denner verpflichtet hatte, den festgesetzten Mindestpreis von damals 1 Franken einzuhalten. Mit Wirkung auf 1. November 1981 erhöhte der Bierbrauerverein den sogenannten Interventionspreis auf Fr. 1.10. Denner weigerte sich, dieser Erhöhung zu folgen, und verkaufte die 58-cl-Mehrwegflasche Lagerbier weiterhin zu Fr. 1.00, worauf erneut eine Liefersperre folgte.
Denner verlangte, den Boykott als vorsorgliche Massnahme zu widerrufen. Eine staatsrechtliche Beschwerde an das Bundesgericht wurde am 20. Juli 1982 abgewiesen. Ab November 1982 folgte eine Reihe von Klagen, Gegenklagen und Prozessen um den Boykott sowie Behauptungen in der Werbung.
Am 6. Mai 1986 hob das Bundesgericht ein Urteil des Handelsgerichts des Kantons Zürich vom 16. November 1984 mit Bezug auf die Hauptklage auf und wies die Sache zur neuen Entscheidung an die Vorinstanz zurück. Der Rechtsstreit endete erst 1993 mit einem Sieg Denners. 2004 wurde die Marke Feldschlösschen im gesamten Filialnetz ins Sortiment aufgenommen.
Vor dem Kantonsgericht Freiburg begann 1973 der «Denner Tabakprozess», wobei es um Mindestpreisvorschriften des Tabakkartells und das verdeckte Parallelverhalten der Tabakfirmen ging. Der Prozess wurde gegen den Verband der Schweizerischen Tabakindustrie (FIST) in erster Instanz gewonnen. Die FIST legte gegen das Urteil Berufung beim Bundesgericht ein. Wegen des Tabakprozesses startete Denner am 24. Januar 1984 die Konsumentenschutz-Initiative, welche rund sieben Monate später mit über 156'000 Unterschriften eingereicht wurde.
Die Initiative wurde 1988 zurückgezogen und kam nicht zur Abstimmung. Denner verteilte während des Tabakprozesses an die Kunden Tabakbons, die im Fall eines Prozessgewinns eingelöst werden konnten. 1992 löste sich das Schweizer Tabakkartell auf, und 1995 verlor Denner vor dem Schweizerischen Bundesgericht einen ähnlich gelagerten Tabakprozess zunächst und musste die Mindestpreise des Tabakkartells einhalten. In einem zweiten Prozess 1996 gewann Denner und zahlte die seit 1988 den Kunden abgegebenen Tabakbons in Form von Warengutscheinen aus.
Im Jahr 1971 wurde eine Verteilzentrale im bernischen Toffen und zwei Jahre später eine weitere in Mägenwil eröffnet, woraufhin die Verteilzentrale Altstetten nicht mehr benötigt wurde. Schweri erweiterte 1972 die Führungsstrukturen und berief eine Konzernleitung ein.
Dabei wurde das erste Mal in einem Schweizer Konzern in der Hochblüte der Schweizer Frauenbewegung mit der Pressechefin Helga Hnidek (die spätere Ehefrau von Stadtrat Ernst Bieri) eine Frau als Direktorin ernannt. Vier Jahre später beförderte er die Österreicherin zur Generaldirektorin.
1972 expandierte die Unternehmung unter dem Namen «'Denner Handelsgesellschaft mbH Wien» ins Ausland, sie verkaufte 1979 diese Gesellschaft mit Sitz in Wien wieder.

### «Denner Satellit» und starkes Wachstum
1977 wurde der erste «Denner Satellit» im aargauischen Endingen eröffnet; im selben Jahr folgten weitere 14 Satelliten, deren Zahl innert zehn Jahren auf 141 anwuchs. «Denner Satelliten» sind Läden von rechtlich und finanziell selbständigen Detaillisten, die vorwiegend in ländlichen Gebieten angesiedelt sind und einen Teil des Denner-Sortimentes zu Denner-Preisen sowie Zusatzsortimente führen.
Im selben Jahr wurde eine zusätzliche Verteilzentrale in Frauenfeld eröffnet. 1982 folgte die Verteilzentrale in Schmitten, welche die Verteilzentrale in Toffen ersetzte. Durch Denner wurde 1977 die Stiftung «Konsumenten-Ombudsmann» mit einem Anfangskapital von einer halben Million Schweizer Franken gegründet. Alt-Nationalrat Franz Josef Kurmann leitete diese politische neutrale und wirtschaftliche unabhängige Ombudsstelle, die Konsumenteninteressen, frei von jeglicher Beeinflussung, wahren sollte.
Eine weitere starke Expansion begann 1979 mit dem Einstieg in das Reisegeschäft mit «Pronto-Reisen». 1980 wurden Filialen und Drogerien von Merkur und 1984 die grösste Spielwaren-Fachhandelskette der Schweiz, die Franz Carl Weber-Handelsgruppe, und die Molki AG übernommen. 1982 betrug der Umsatz von Denner erstmals über eine Milliarde Franken. In Zürich eröffnete 1988 der erste «Denner Optik-Discount», und 1993 erwarb Denner die «Mothercare Switzerland AG» mit 15 Geschäften.
Die auf Babyartikel und Umstandsmode spezialisierte Kette wurde in «Babycare AG» umbenannt; sie wurde 2001 an die Takomi SA verkauft.
1994 übernahm Denner die Einzelhandelskette Waro, welche Ende 2002 an Coop weiterverkauft wurde. Die sieben Optik-Filialen in Zürich, Basel und Frauenfeld wurden im Februar 1996 an die zur Jelmoli-Holding gehörende Zürcher Kochoptik AG verkauft, da sich Denner auf die Bereiche Discount, Waro und Franz Carl Weber konzentrieren wollte. Daher folgte eine Straffung des Sortiments, mit Umsatzeinbussen in den folgenden Jahren.
In den Jahren 1988/1989 unterstützte Denner das Referendum gegen den neuen Rebbaubeschluss, welcher Wein-Importkontingentierungen für weitere 10 Jahre festschrieb. Das Gesetz kam am 1. April 1990 zur Abstimmung und wurde bei einer Beteiligung von 40,8 Prozent mit 46,7 Prozent abgelehnt. Im aargauischen Spreitenbach wurde durch Denner ein Gewerbezentrum errichtet, welches die Frischprodukte-Verteilzentrale enthielt, die diejenige an der Grubenstrasse in Zürich ablöste. Denner lancierte 1997 drei Volksinitiativen: Die Eidgenössische Volksinitiative «für Beschleunigung der direkten Demokratie (Behandlungsfristen für Volksinitiativen in Form eines ausgearbeiteten Entwurfs)», die Eidgenössische Volksinitiative «für tiefere Spitalkosten» und die Eidgenössische Volksinitiative «für tiefere Arzneimittelpreise».
Alle Initiativen wurden abgelehnt.
Per 1. August 1998 wurde Philippe Gaydoul, Schweris damals 26-jähriger Enkel, CEO der Denner AG. Er änderte zwei Jahre später die Strategie von Denner und verkaufte wieder vermehrt Markenartikel. Der Konzern wurde zudem neu organisiert: Die strategische Leitung von Denner, Waro und Franz Carl Weber lag ab diesem Zeitpunkt bei der Rast Holding. Im selben Jahr übernahm Denner 49 von 60 Läden der defizitären Billi-Top-Discount-Kette mit über 300 Mitarbeitenden von der zur Coop-Gruppe gehörenden Konsumverein Zürich AG. Philippe Gaydoul übernahm Ende 2000 auch das Amt des Holding-Präsidenten von seinem Grossvater Karl Schweri nach dessen Tod. Es löste Mario Bonorand 2002 Philippe Gaydoul als Präsident der Rast Holding ab, Gaydoul blieb Geschäftsleiter der Denner AG. Im Jahr 2002 startete Denner eine Modernisierung ihrer Filialen, und am 27. Februar desselben Jahres wurde in Zürich die erste Pilotfiliale eröffnet. Das Erscheinungsbild der mehr als 300 Denner Filialen wurde von 2003 bis Ende 2004 unter dem Motto «New Denner» erneuert.
Denner übernahm im Jahr 2005 für 56 Millionen Franken den ehemaligen Konkurrenten «Pick Pay» der deutschen Rewe Group; die Wettbewerbskommission stimmte der Übernahme am 14. Oktober 2005 ohne Auflagen zu. Die 146 Pick-Pay-Filialen sowie das Logistikzentrum in Egerkingen wurden übernommen und die Marke «Pick Pay» aufgegeben. Aus «Pick Pay Reisen» wurde per Anfang 2006 «Denner Reisen».
Die neun im Jahr 2006 verbliebenen Filialen von Franz Carl Weber wurden an die französische Ludendo-Gruppe verkauft.
Im November 2006 eröffnete Denner im Zürcher Seefeld die erste «D-Vino Weinbar», welche über 200 verschiedene Weine anbot. Das Angebot wurde mit einem Standort an der Bahnhofstrasse und am Limmatplatz ergänzt. Die drei Weinbars verkaufte Denner im Juli 2009 an die «D-Vino Weinbars AG», welche am Konzept festhielt.
Im Jahr 2006 hatte Denner mit fünf weiteren Schweizer Unternehmen (Charles Vögele, Coop, Manor, Migros und Valora) die Interessengemeinschaft Detailhandel Schweiz (IG DHS) gegründet.

### Nach der Übernahme durch Migros
Am 12. Januar 2007 gaben der Migros-Genossenschafts-Bund und Denner bekannt, dass Migros 70 Prozent des Denner-Aktienkapitals übernehmen soll. Die restlichen 30 Prozent verblieben im Besitz von Gaydouls Familienholding, und Denner war weiterhin eine autonom geführte Geschäftseinheit mit dem bisherigen Geschäftsführer Philippe Gaydoul.
Die Wettbewerbskommission (Weko) prüfte das Anliegen, und es wurden sieben juristische Gutachten – fünf im Auftrag der Weko und zwei auf Wunsch von Migros – erstellt.
Am 3. September 2007 genehmigte die Weko die Übernahme mit Auflagen für sieben Jahre, um die negativen Auswirkungen des Zusammenschlusses zu limitieren. Ende 2007 lancierte Denner «Primess», ein Angebot an Eigenmarken im Premium-Segment. 2013 verschwand die Primess-Linie aus dem ständigen Sortiment und wurde 2014 als saisonale Festtagslinie neu lanciert.
Die Wettbewerbskommission hiess am 30. November 2009 eine Klage von Denner aus dem Jahr 2005 gut: Um Preisabsprachen zu umgehen, durfte Denner die Produkte der GABA-Gruppe (beispielsweise Elmex) dort beschaffen, wo sie am günstigsten sind.
Im Dezember 2010 nahm Denner als erster Schweizer Händler Kaffeekapseln ins Sortiment auf, die mit Nespresso-Maschinen kompatibel waren. Die Firmen Société des Produits Nestlé SA in Vevey und Nestlé Nespresso SA in Lausanne erwirkten am 10. Januar 2011 am Handelsgericht des Kantons St. Gallen superprovisorisch ein Verkaufsverbot, wobei vor allem die Form der Kapsel und der Slogan beanstandet wurden.
Die superprovisorischen Massnahmen wurden im März 2011 durch den Präsidenten des St. Galler Handelsgerichts aufgehoben, denn es konnte aufgezeigt werden, dass die Form der Kapsel technisch notwendig sei.
Gegen den Massnahmenentscheid des St. Galler Handelsgerichts gelangen Nestlé und Nespresso mit einer Beschwerde ans Bundesgericht, welche am 28. Juni 2011 teilweise gutgeheissen wurde. Das Bundesgericht hielt fest, dass die Vorinstanz – das St. Galler Handelsgericht – über den Verkaufsstopp entscheiden könne. Denner reichte ein Gesuch zur Aufhebung des einstweiligen Verkaufsverbots ein, woraufhin das St. Galler Handelsgericht den einstweiligen Verkaufsstopp vom 22. Juli 2011 aufhob.
Denner wurde im Mai 2012 vom Schweizer Konsumentenmagazin K-Tipp mit dem Prix K-Tipp für die kundenfreundlichste Aktion des Jahres im Hinblick auf den Kaffee-Kapseln-Streit ausgezeichnet. Der Rechtsstreit wurde 2013 durch das Handelsgericht St. Gallen endgültig zugunsten von Denner entschieden.
Ende 2009 ging der Besitzanteil der Gaydoul Holding (30 Prozent) an die Migros über, sie ist nun zu 100 Prozent Eigentümerin der Denner AG. Ebenfalls per Ende Jahr übergab Philippe Gaydoul die operative Führung der Denner AG an Peter Bamert, dem ehemaligen Unternehmensleiter von Ex Libris. Im Januar 2011 gab Peter Bamert die Geschäftsleitung an den bisherigen Finanzchef Mario Irminger ab. Im März 2012 trat Philippe Gaydoul als Verwaltungsratspräsident zurück.
Auf ihn folgte Oswald Kessler. Mario Irminger trat Ende April 2023 als CEO von Denner zurück, da er per Mai 2023 CEO des Migros-Genossenschafts-Bundes wurde.
Der Finanzchef Adrian Bodmer übernahm die Stelle von Irminger ad interim. Auf Anfang 2025 wurde Torsten Friedrich, ehemaliger CEO von Lidl Schweiz, zu Irmingers Nachfolger gewählt.
Seit dem Jahr 2014 darf sich Denner ohne Einschränkung von der Migros-Industrie beliefern lassen. Im selben Jahr wurde beschlossen, das Erscheinungsbild und Sortiment der Denner-Filialen zu überarbeiten. Bis Ende 2016 wurden alle Denner-eigenen Filialen umgebaut.
Im Anschluss an die Umstellung der Denner-eigenen Filialen folgte die strategische Neuausrichtung der «Denner Satelliten» und im gleichen Zug deren Umbenennung in «Denner Partner».
«Denner Reisen» wurde im Jahr 2014 eingestellt. Ferienarrangements, wie sie «Denner Reisen» angeboten hatte, wurden nun unter der Marke Hotelplan bzw. Migros Ferien verkauft. Der durch die Direct Mail Company wöchentlich zugestellte Denner-Aktionsflyer, sollte künftig dem Migros-Magazin beigelegt werden.
Im Juni 2024 verkündete der Migros-Genossenschafts-Bund, dass Migros, Denner, Migrolino und Migros Online Teile ihrer Beschaffung zentralisieren. Um die Westschweiz effizienter zu beliefern und die Verteilzentrale im freiburgischen Schmitten zu entlasten, wird im Kanton Waadt eine neue Verteilzentrale in Aclens gebaut. Die Grundsteinlegung erfolgte im September 2024, mit der Inbetriebnahme wird für 2027 gerechnet.

## Umsatzentwicklung
In folgender Tabelle die Entwicklung des Nettoumsatzes von 2012 bis 2024 in Milliarden Schweizer Franken:
| Jahr | Nettoumsatz in Mia. SFr | Quelle |
| ---- | ----------------------- | ------ |
| 2012 | 2,8                     | [ 89 ] |
| 2013 | 2,9                     | [ 90 ] |
| 2014 | 2,9                     | [ 91 ] |
| 2015 | 2,9                     | [ 92 ] |
| 2016 | 3,0                     | [ 93 ] |
| 2017 | 3,1                     | [ 94 ] |
| 2018 | 3,2                     | [ 95 ] |
| 2019 | 3,3                     | [ 96 ] |
| 2020 | 3,8                     | [ 97 ] |
| 2021 | 3,8                     | [ 97 ] |
| 2022 | 3,7                     | [ 97 ] |
| 2023 | 3,9                     | [ 97 ] |
| 2024 | 3,9                     | [ 97 ] |